# Sunset Hills (Missouri)
Sunset Hills ist eine Stadt im St. Louis County im US-Bundesstaat Missouri. Das U.S. Census Bureau hat bei der Volkszählung 2020 eine Einwohnerzahl von 9.198 ermittelt.

## Geographie
Die Koordinaten von Sunset Hills liegen bei 38°32'8" nördlicher Breite und 90°24'14" westlicher Länge.
Nach Angaben der United States Census 2010 erstreckt sich das Stadtgebiet von Sunset Hills über eine Fläche von 23,67 Quadratkilometer (9,14 sq mi).

## Bevölkerung
Nach der United States Census 2010 lebten in Sunset Hills 8496 Menschen verteilt auf 3424 Haushalte und 2422 Familien. Die Bevölkerungsdichte betrug 360,5 Einwohner pro Quadratkilometer (933,6/sq mi).
Die Bevölkerung setzte sich 2010 aus 94,1 % Weißen, 1,5 % Afroamerikanern, 2,3 % Asiaten, 0,2 % amerikanischen Ureinwohnern, 0,4 % aus anderen ethnischen Gruppen und 1,4 % stammten von zwei oder mehr Ethnien ab.
In 26,3 % der Haushalte lebten Personen unter 18 Jahre und in 18,1 % Menschen die 65 Jahre oder älter waren. Das Durchschnittsalter betrug 50,3 Jahre und 47,5 % der Einwohner waren männlich.

## Belege
1. ↑  Explore Census Data Total Population in Sunset Hills city, Missouri. Abgerufen am 2. Februar 2023.
2. ↑   United States Census
3. ↑   American Fact Finder